# Philippe Serre
Philippe Serre est un homme politique français né le 4 mars 1901 à Paris et mort le 18 septembre 1991 dans la même ville.

## Biographie
Fils d'un avocat à la Cour d'Appel de Paris, Philippe Serre fait des études de droit à la faculté de Paris, jusqu'au doctorat et suit les cours de l'École libre des sciences politiques. En 1926, il est envoyé en mission universitaire en Tchécoslovaquie et enseigne le droit pendant une année à Prague. Il s'inscrit au barreau de Paris et devient avocat auprès de la cour d'appel dès 1927. De 1929 à 1930, il est secrétaire de la conférence des avocats. Son engagement pacifiste lui fait rejoindre le mouvement démocrate-chrétien de Marc Sangnier, la Ligue de la Jeune République. Au côté de ce dernier, il participe à de nombreuses conférences sur le problème de la paix et adhère à l'Association juridique internationale.
Candidat « indépendant de gauche » aux élections législatives de 1932 à Briey, il parvient, à la surprise générale, à contraindre le puissant maître des forges, François de Wendel, constamment réélu depuis 1914, au ballotage, 53 voix seulement les séparant. À la suite de semi-échec, Wendel se fait élire au Sénat fin 1932 pour éviter une éventuelle défaite aux élections suivantes. Facilement élu en avril 1933 dans la circonscription laissée vacante, Philippe Serre est réélu en 1936, dès le premier tour, avec le soutien du Front populaire. À la Chambre, il siège comme indépendant de gauche et participe à la commission de l'Administration générale, départementale et communale ; à la commission de l'Enseignement et des beaux-arts ; à la commission de l'Aéronautique ; et à la commission d'enquête sur l'affaire Stavisky.
En 1933, il est vice-président de la conférence Molé-Tocqueville, un regroupement de républicains près de Briey. Il est élu conseiller général du canton de Briey en 1937. À la Chambre, il vote pour le gouvernement Doumergue en 1934, contre le gouvernement Laval en décembre 1935, le pacte Hoare-Laval, et pour le pacte franco-soviétique de 1936.
Lié au colonel De Gaulle, il est un des premiers à soutenir les idées de réorganisation de la défense nationale prônées par ce dernier.
Il est nommé sous-secrétaire d'État au Travail dans le troisième gouvernement Chautemps (juin 1937-janvier 1938) et dans le deuxième gouvernement Blum (mars-avril 1938) ainsi que sous-secrétaire d'État à la présidence du Conseil, chargé des services de l'immigration, dans le gouvernement Chautemps remanié (janvier-mars 1938). Il s'occupe par exemple des réfugiés allemands et cherche à créer un statut pour les étrangers. Il vote la pour la confiance du gouvernement Daladier III en octobre puis en décembre 1938 mais est pessimiste en 1939 sur l'avenir face à l'Allemagne, allant jusqu'à dire début 1940 que Hitler serait à Paris avant le 15 juin.
Le 10 juillet 1940, Philippe Serre vote contre les pleins pouvoirs à Philippe Pétain. Il s'écrie après le vote « Vive la République quand même ». Fermement opposé au gouvernement de Vichy, il s'engage dans le mouvement Résistance. De plus, son secrétaire particulier avant-guerre était Marcel Leroy, membre du mouvement Lorraine.
Après-guerre, en 1944, il refuse de rejoindre le MRP. Isolé entre la SFIO, qu'il juge trop dogmatique, et ce nouveau parti, trop conservateur à son goût, il s'éloigne progressivement de la vie politique.

## Décoration
- Commandeur de la Légion d'honneur
- Officier de la Légion d'honneur
- Chevalier de la Légion d'honneur
- Médaille de la Résistance française